# USS Bulkeley (DDG-84)

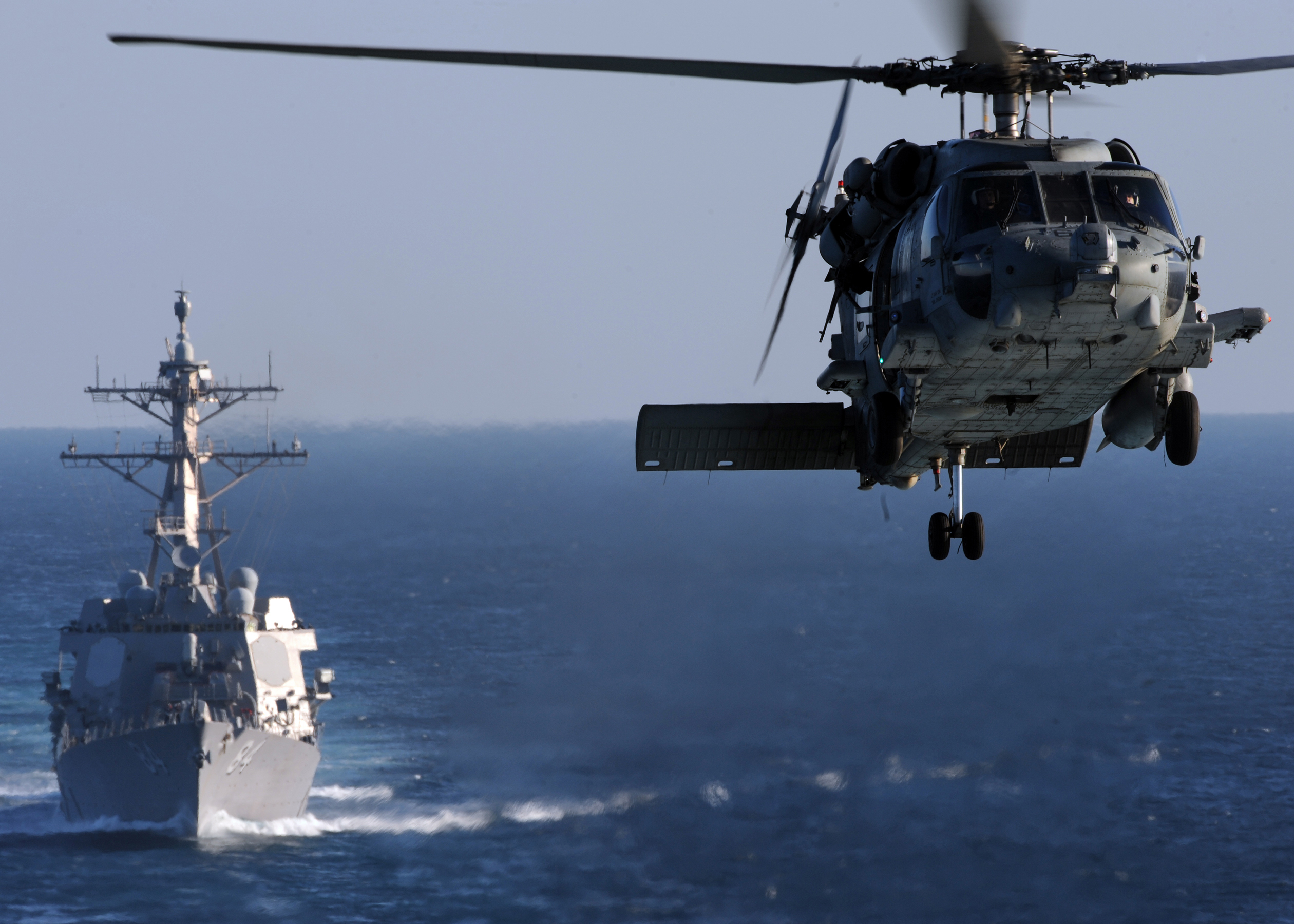
Um SH-60 decolando do Bulkeley durante uma missão de treinamento.

O USS Bulkeley é um contratorpedeiro da classe Arleigh Burke pertencente a Marinha de Guerra dos Estados Unidos.
O nome do navio é uma homenagem ao vice-almirante John Duncan Bulkeley, um dos oficiais mais condecorados da Marinha por sua atuação na Guerra do Pacífico durante a Segunda Guerra Mundial.
O Bulkeley atuou na Operação Liberdade do Iraque (em inglês:  Operation Iraqi Freedom) na força tarefa liderada pelo porta-aviões USS George Washington.
Em 2011, o navio participou de várias missões de combate a pirataria na costa da Somália.